# Glenea rubra
Glenea rubra là một loài bọ cánh cứng trong họ Cerambycidae.